# Seekopf (Forbach)
Der Seekopf ist ein 1001,8 m ü. NHN hoher Berg bei Forbach im Nordschwarzwald zwischen der Badener Höhe und dem Schwarzenbachstausee.

## Lage
Der Gipfel des Seekopfs liegt im Naturraum Grindenschwarzwald und Enzhöhen gut einen Kilometer ostsüdöstlich der Badener Höhe. Den Übergang bildet ein 973 m hoher Sattel, an dem auch die Grenze zum Nationalpark Schwarzwald verläuft. An der Ostflanke des Seekopfs liegt in einem 170 m tiefen Kar der Herrenwieser See.
Über den Seekopf verläuft der Westweg, der bekannteste Wanderweg des Schwarzwalds. Auf dem nur spärlich bewaldeten Gipfel befindet sich ein Denkstein für Phillipp Bussemer, den 1918 verstorbenen Mitbegründer des Westwegs.

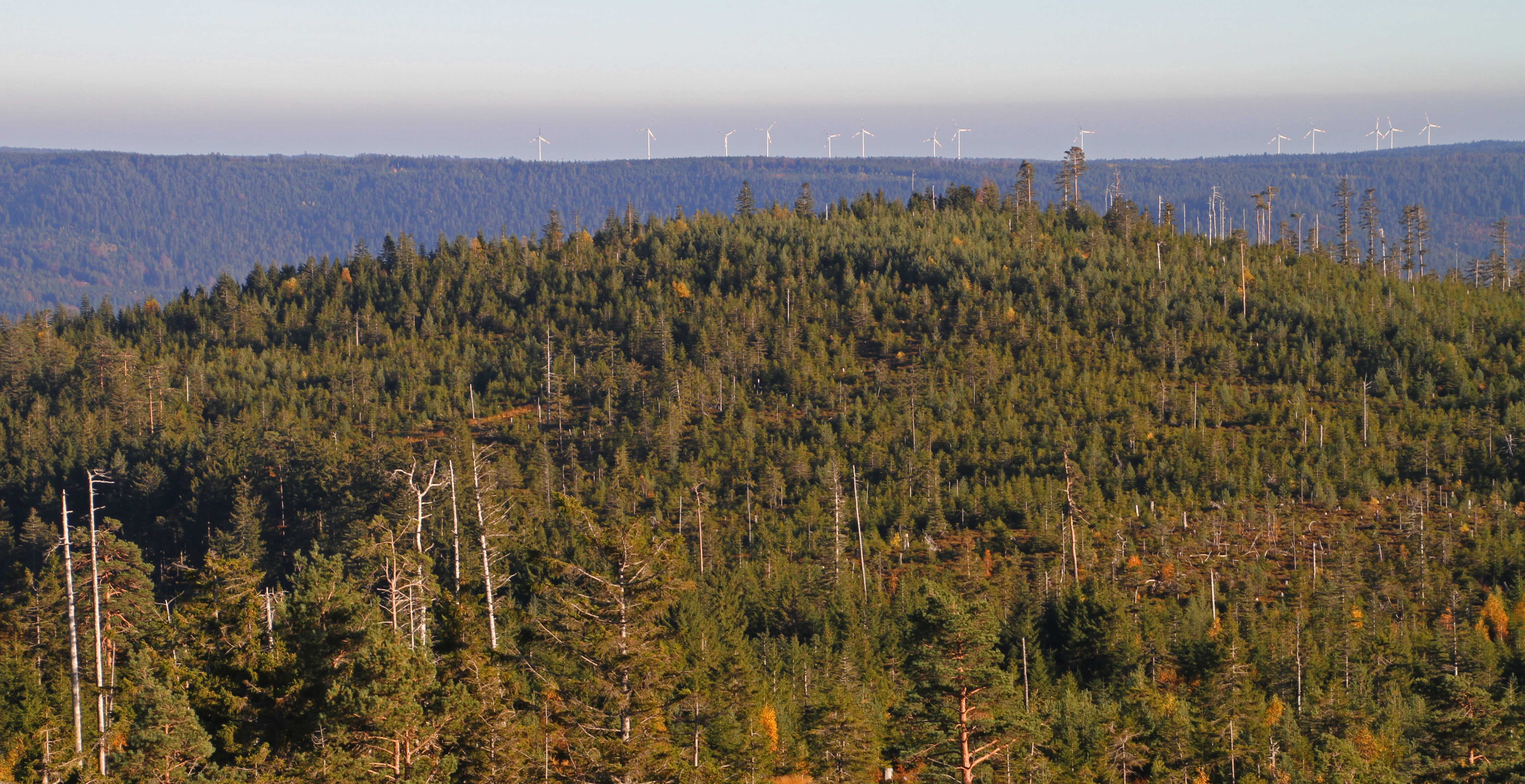
Die Gipfelkuppe vom Aussichtsturm der Badener Höhe (2016)
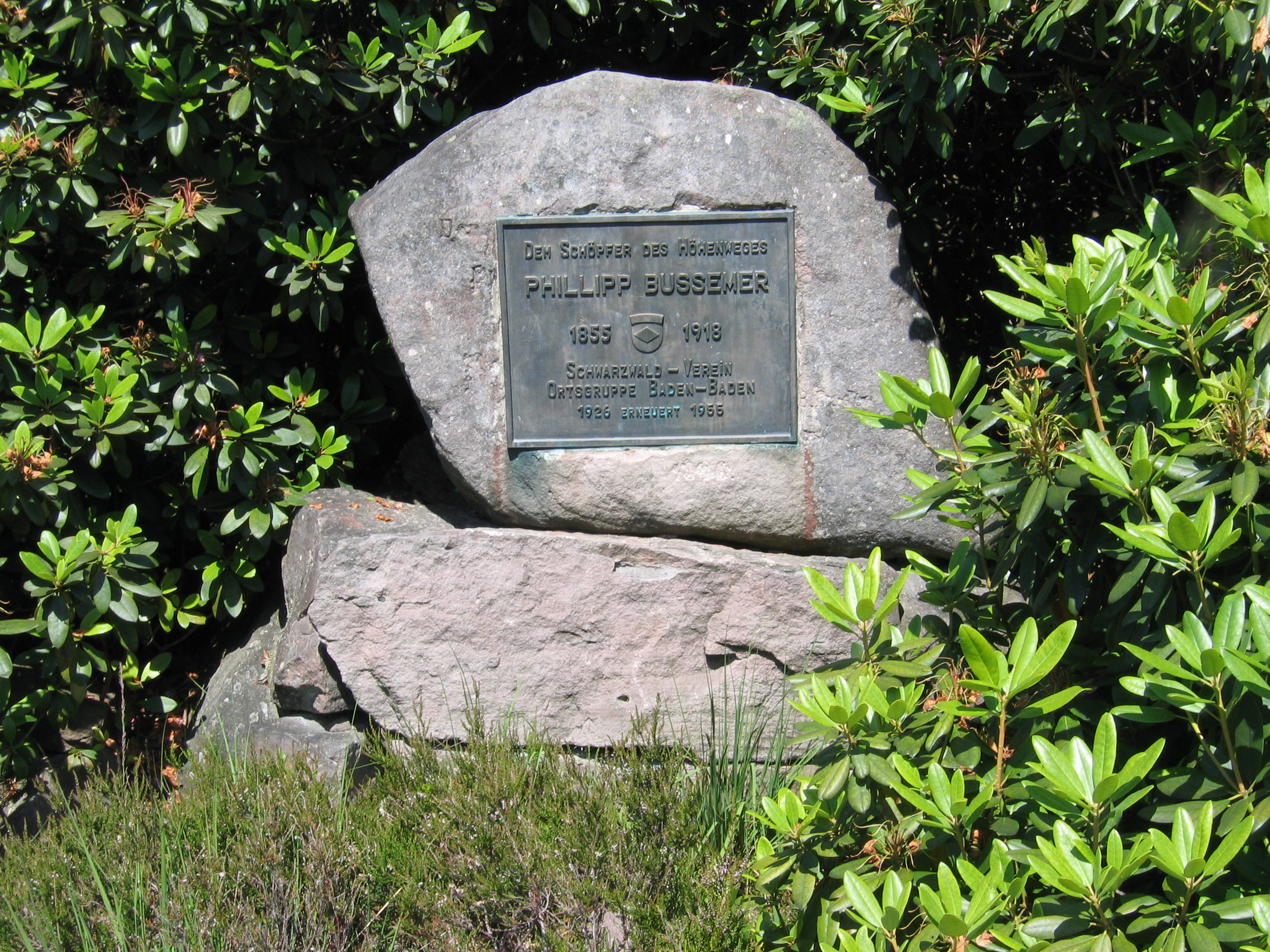
Bussemer-Gedenkstein

## Kraftwerks-Projekt
Planungen der EnBW ab etwa 2010 für eine Erweiterung des Forbacher Pumpspeicherkraftwerks sehen die Überbauung des Seekopf-Gipfelbereichs mit einem neuen Oberbecken vor. Ein Ringdamm soll dabei das Wasservolumen von 2 Millionen Kubikmetern fassen. Der Flächenbedarf ist mit 23 Hektar angesetzt. Diese Planungen wurden aus wirtschaftlichen Gründen zurückgestellt, 2024 begann der Kraftwerksausbau in Forbach ohne ein neues Oberbecken.

## Namensgleichheit
Nur elf Kilometer weiter südlich, ebenfalls im Nordschwarzwald, liegt ein weiterer Berg gleichen Namens, der Seekopf zwischen Seebach im Ortenaukreis und dem Wildsee beim Ruhestein.